# Katariina Unt
Katariina Unt (născută Katariina Lauk; n. 6 decembrie 1971, Tallin, RSS Estonă, URSS) este o actriță de teatru, televiziune și de film din Estonia.

## Tinerețe și educație
Katariina Unt s-a născut în Tallinn. Mama ei este Malle Lauk care se ocupă cu decorațiuni interioare, iar tatăl ei este artistul Tõnu Lauk, care lucrează în principal cu metale. Este cea mai mică dintre cei patru frați și a crescut în Pärnu. A absolvit în 1990 Școala Gimnazială Hansa din Pärnu, apoi și-a finalizat studiile la Academia Estonă de Muzică și Școala de Teatru din Tallinn  în 1994 (acum, Academia Estonă de Muzică și Teatru).

## Carieră în teatru
Între 1994 și 2001, a fost angajată la Teatrul Orașului Tallinn (în estonă: Tallinna Linnateater). După ce a părăsit acest teatru, a lucrat o vreme ca actor independent, jucând la Teatrul Estonia, Teatrul Endla și Teatrul Orașului Kuressaare, printre altele. În 2007, s-a alăturat Teatrului VAT din Tallinn, unde interpretează și în prezent. Printre aparițiile sale mai memorabile se numără roluri în piese de teatru scrise de: William Shakespeare, Anton Cehov, Madis Kõiv, Molière, Tadeusz Różewicz, Luchino Visconti, Tom Stoppard, Andrus Kivirähk, August Kitzberg și Friedrich Reinhold Kreutzwald și mulți alții.

## Film și televiziune
Katariina Unt a debutat cinematografic ca Mari în filmul regizat de Jaan Kolberg în 1994, Jüri Rumm. A urmat un rol secundar în popularul serial dramatic de pe ETV, Õnne 13. În 2013, a apărut în serialul de televiziune paranormal-thriller de pe Kanal 2, Süvahavva. 
Primul ei rol major de film a fost cel al lui Eetla în filmul dramatic de război Somnambuul (2003), regizat de Sulev Keedus. Alte roluri populare au fost în filme precum Ruudi de Katrin Laur (2006), Sügisball  de Veiko Õunpuu (2007), Kirjad Inglile de Sulev Keedus (Scrisori către înger, 2011) și <i>Idioot</i> de Rainer Sarnet (Idiotul, 2011, și un rol principal ca Viivi în filmul dramatic romantic regizat de Mart Kivastik în 2016, Õnn tuleb magades, în care a apărut alături de actorul Ivo Uukkivi. În multe dintre aparițiile sale anterioare de film și televiziune, ea este menționată pe generic cu numele Katariina Lauk (care este numele ei de naștere) sau Katariina Lauk-Tamm (în perioada când a fost căsătorită cu Raivo E. Tamm).

## Viață personală
În 1993, Katariina s-a căsătorit cu actorul Indrek Sammul, dar cuplul a divorțat în 1995. În 1997, s-a căsătorit cu actorul Raivo E. Tamm, însă cei doi au divorțat în 2003. Unt și Tamm au o fiică, Rebecca. În 2011, s-a recăsătorit din nou, luând numele soțului ei, Unt.

## Filmografie selectată
- Sügisball (cu sensul de: Minge de toamnă, 2007)
- Püha Tõnu kiusamine (cu sensul de: Ispita Sfântului Tony, 2009)
- Kirjad Inglile (cu sensul de: Scrisori către Înger, 2010)
- Idioot (cu sensul de: Idiotul, 2011)
- Lõvikuningas (Regele Leu, 2012; voce)
- Noiembrie (2017)

## Premii și recunoașteri
- Premiul Voldemar Panso (1993)
- Premiul Ants Lauter (2002)
- Premiul Helmi Tohvelman (2010)
- Premiul Uniunii Criticilor de Teatru din Estonia pentru „un teatru bun” (2011)
- Premiul Festivalului de Teatru „Monomaffia” (2011)
- Premiile Asociației de Teatru, categoria actriță principală (Niisa, 2012)
- Premiul festivalului internațional de teatru Monobaltija (Niisa, 2012)